# 日本チェス連盟
一般社団法人 日本チェス連盟（にほんチェスれんめい、英語: Japan Chess Federation）は、日本におけるチェスの競技連盟。略称は、NCS。国際チェス連盟（FIDE）加盟。日本チェス協会の事業を引き継いで2019年2月に設立。設立当初は同名の商標登録申請に伴い名称を一般社団法人National Chess Society of Japan（ナショナル・チェス・ソサエティー・オブ・ジャパン）で登録されていたが、2023年3月より現在の名称となった。

## 沿革
日本チェス協会の解散直後、国際チェス連盟への加盟を引き継ぐ形で、2019年2月に設立された。
当初は日本チェス連盟という名称になる予定であったが、商標登録申請の妨害行為にあい、National Chess Society of Japanという名前で法人登録された。
2020年9月にはNCSが商標登録を行ない、「日本チェス連盟」の名称も併用することとなった。
2022年4月、日本アンチ・ドーピング機構に加盟。
2023年3月より現在の名称となった。
全日本チェス選手権など日本チェス協会が主催していたチェス大会を引き継いで開催している。